# Markiezenmonarch
De markiezenmonarch (Pomarea mendozae) is een zangvogel  uit de familie Monarchidae (monarchen). Het is een bedreigde, endemische vogelsoort  in Frans-Polynesië.

## Kenmerken
De vogel is 17 cm lang.  De nominaat P. m. mendozae is uitgestorven. Het mannetje van de ondersoort P. m.  motanensis is helemaal zwart gekleurd, met donkere poten, een bleekblauwe snavel en donkere ogen. Het vrouwtje heeft een zwarte kop en zwarte vleugels, waarvan de vleugelranden wit gekleurd zijn. Verder is zij ook wit met een roomkleurige buik en onderborst.

## Verspreiding en leefgebied
Deze soort is endemisch op de Marquesaseilanden en telt twee ondersoorten:
- P. m. mendozae: Tahuata en Hiva Oa aldaar uitgestorven.
- P. m. motanensis: Moho Tani.

Het leefgebied bestaat uit beboste valleien op wat grotere hoogten boven zeeniveau. Vroeger, tot in het begin van de vorige eeuw, kwam de vogel ook in laagland voor. Op Moho Tani komt de vogel in dicht, droog bos voor.

## Status
De markiezenmonarch heeft een beperkt verspreidingsgebied en daardoor is de kans op uitsterven aanwezig. De grootte van de populatie werd in 2000 door BirdLife International geschat op 80 tot 125 paar en de populatie-aantallen zijn mogelijk stabiel. Het leefgebied is in het verleden voor een groot deel vernietigd door afbranden en begrazing door geiten en runderen. Daarnaast vormen invasieve soorten als huiskatten en zwarte ratten een bedreiging. Om deze redenen staat deze soort als bedreigd op de Rode Lijst van de IUCN.